# Frane Čačić
Frane Čačić (* 25. Juni 1980 in Zagreb, SR Kroatien, SFR Jugoslawien) ist ein kroatischer Fußballspieler.
Frane Čačić begann seine Profikarriere in seiner Heimatstadt Zagreb beim NK Zagreb. Anfänglich konnte er sich nicht durchsetzen. Der Durchbruch gelang im in seiner dritten Profisaison 2000/01. In dieser absolvierte er 17 Spiele und schoss 1 Tor. In der darauffolgenden Saison 2001/02 wurde er mit dem NK Zagreb Kroatischer Meister. 2003 wechselte Čačić zum kroatischen Spitzenklub Hajduk Split. Hier kam er nach anfänglich guten Leistungen nicht über die Reservistenrolle hinaus. Nach insgesamt 41 Ligaspielen, in denen er 6 Tore schoss und zwei weiteren Meistertiteln, wechselte er 2006 zum Ligakonkurrenten NK Varteks Varaždin. Nach der Hinrunde 2006/07 wurde Čačić zum südkoreanischen Klub Busan I'Park verkauft. Zur Saison 2008/2009 heuerte er in Polen beim Traditionsklub und Aufsteiger Lechia Gdańsk an.

## Nationalmannschaft
Čačić absolvierte 2001 eine Partie für die kroatische U21-Nationalmannschaft.

## Erfolge
- Kroatischer Meister: 2002, 2004, 2005